# Alex Dombrandt

a Compétitions nationales et continentales officielles uniquement.

b Matchs officiels uniquement.
Dernière mise à jour le 10 juillet 2024.
Alex Dombrandt, né le 29 avril 1997 à Surrey (Angleterre), est un joueur international anglais de rugby à XV évoluant au poste de troisième ligne centre au sein des Harlequins en Premiership.

## Biographie

### Jeunesse et formation
Alex Dombrandt commence la pratique du rugby à XV dès l'âge de six ans pour le club de Warlingham RFC, le club formateur de Chris Robshaw notamment, situé dans le comté de Surrey. Il évolue tout d'abord comme demi d'ouverture et arrière avant d'être déplacé dans le pack. Durant sa jeunesse, il fréquente la John Fisher School.
Avant 2015, il n'a jamais joué pour des équipes professionnelles avant de rejoindre la Cardiff Met University (en) cette année-là, il y pratique également le cricket.
Il joue pour l'équipe des moins de 20 ans du pays de Galles lors du Tournoi des Six nations des moins de 20 ans en 2017, prenant part aux cinq matchs de la compétition, il a pu être sélectionné pour le Tournoi en tant qu'étudiant résidant dans une université galloise. Cependant, il ne peut pas jouer pour l'équipe du pays de Galles, car il n'est pas né dans ce pays, il n'a pas non plus d'ancêtres originaires de là-bas et n'a pas résidé cinq ans de suite dans le pays pour être éligible. Par ailleurs, il n'est jamais sélectionné dans les différentes équipes d'Angleterre jeunes.

### Débuts professionnels (2018-2020)
En février 2018, les Harlequins annoncent la signature d'Alex Dombrandt à partir de la saison 2018-2019.
Après une première saison de qualité où il est titularisé vingt-deux fois en vingt-quatre rencontres et marque onze essais, le commentateur sportif anglais Stuart Barnes et son coéquipier aux Quins James Horwill, ainsi que d'autres personnes appellent Eddie Jones à le sélectionner pour l'équipe d'Angleterre,. Horwill le comparant même avec l'ancien joueur des Quins, Nick Easter. Le 2 juin 2019, Dombrandt fait ses débuts pour l'Angleterre lors d'un match non-officiel contre les Barbarians dans lequel il inscrit un doublé. Dans le même mois, il fait partie du groupe de préparation à la Coupe du monde 2019, mais n'est finalement pas sélectionné pour la compétition.
La saison suivante, en 2019-2020, est la saison de la confirmation pour Dombrandt, il est titulaire vingt fois en vingt-huit matchs et inscrit pas moins de treize essais. Avec son club, il est notamment battu en finale de Coupe d'Angleterre (en) 27 à 19 par les Sale Sharks pendant la saison.

### Premier titre et débuts en équipe d'Angleterre (2020-2023)
Alex Dombrandt contribue à la bonne saison 2020-2021 des Harlequins qui remportent la Premiership. Il inscrit notamment un essai en demi-finale contre les Bristol Bears, alors que les Quins étaient menés de vingt-huit points à un moment du match, ils finissent par s'imposer 43 à 36. Lors de la finale, il inscrit de nouveau un essai contre les Exeter Chiefs, ils s'imposent 40 à 38, ce qui constitue un record de points inscrits pendant une finale de Premiership. Le 10 juillet 2021, il effectue enfin ses débuts pour le XV de la Rose lors d'une victoire 70 à 14 contre le Canada à Twickenham.
Durant l'automne, il est de nouveau sélectionné pour les tests de novembre la même année, mais également pour le Tournoi des Six Nations 2022. En janvier 2022, il signe un nouveau contrat de longue durée avec son club. Cette saison-là, il inscrit quinze essais en vingt-et-un matchs avec les Quins. Après une phase de poule de Coupe d'Europe 2021-2022 où il réalise de bonnes performances, avec notamment un triplé contre le Castres olympique, il est nommé dans une liste de quinze joueurs pour le "Prix EPCR du Joueur Européen de l'Année 2022". Puis, cette liste est réduite à cinq joueurs mais il n'en fait pas partie car les Harlequins sont éliminés dès les huitièmes de finale. Durant cette saison, il est capitaine des Harlequins à plusieurs reprises.
En janvier 2023, le nouveau sélectionneur du XV de la Rose, Steve Borthwick, le retient dans son premier groupe de joueurs sélectionnés pour participer au Tournoi des Six Nations 2023. Ce dernier fait de Dombrandt son troisième ligne centre titulaire, il débute les cinq rencontres mais son équipe termine à la quatrième place après des performances moyennes. Après un Tournoi également moyen de sa part, où il est vivement critiqué, il annonce avoir désactivé ses réseaux sociaux. Cependant, pour la fin de saison avec les Harlequins, il revient en grand forme en inscrivant six essais sur les cinq derniers matchs. Toutes compétitions confondues, il prend part à dix-sept rencontres et inscrit dix essais durant la saison 2022-2023.

### Non retenu pour la Coupe du monde 2023 mais performant en club (depuis 2023)
Au mois de juin, Alex Dombrandt est convoqué dans une pré-liste de vingt-huit joueurs pour préparer la Coupe du monde 2023. Il est ensuite de nouveau sélectionné dans un groupe de quarante-et-un joueurs pour les matchs de préparation,. Début août, il est titulaire lors d'un match perdu contre le pays de Galles. Deux jours après ce match, il n'est finalement pas sélectionné pour la compétition planétaire.
En janvier 2024, il fait son retour en sélection lorsqu'il est retenu pour le Tournoi des Six Nations. Pendant la compétition, il ne dispute que les deux dernières journées, en qualité de remplaçant, à cause de la concurrence du très performant Ben Earl. De retour avec les Harlequins, il se montre décisif réalisant une très bonne performance en délivrant une passe décisive et en inscrivant un essai important lors du succès des siens 42 à 41 sur la pelouse de l'Union Bordeaux Bègles en quart de finale de Champions Cup. Son équipe est cependant éliminé lors du tour suivant contre le Stade toulousain. Pendant la saison, il dispute vingt-cinq matchs comme titulaire et marque dix essais avec son club. Fin mai 2024, il est convoqué pour un camp d'entraînement avec l'Angleterre puis le mois suivant, il est définitivement sélectionné pour la tournée d'été,. Il ne joue finalement aucun match.
À partir de la saison 2024-2025, il est nommé capitaine des Harlequins à la place de Stephan Lewies. Lors de la première journée de Premiership, il subit une blessure à la main contre les Sale Sharks mais est de retour juste à temps pour les test matchs d'automne,. Pendant cette fenêtre internationale, il dispute trois matchs en tant que remplaçant pour trois défaites anglaises. De retour en club, il inscrit notamment un triplé et contribue à la victoire 53 à 16 contre les Stormers en Champions Cup. Quelques jours plus tard, il signe une prolongation de contrat avec les Harlequins. Le 14 janvier 2025, il fait partie d'un groupe de 36 joueurs pour préparer le Tournoi. Une semaine après l'annonce de cette liste, il est finalement forfait pour le premier rassemblement et ne dispute aucun match durant la compétition. Durant la saison, il dispute dix-huit matchs avec les Harlequins, pour huit essais inscrits en dix-sept titularisations. À l'issue de la saison, il est retenu en équipe d'Angleterre XV afin d'affronter l'équipe de France A. Remplaçant pendant ce match, il inscrit un essai mais les Anglais sont battus 24 à 26 en fin de match à Twickenham. En suivant, Steve Borthwick décide de le sélectionner pour la tournée d'été en Amérique, où il prend part à trois rencontres.

## Statistiques

### En club
| Saison           | Club             | Compétition                | Matchs | Points | Essais |
| ---------------- | ---------------- | -------------------------- | ------ | ------ | ------ |
| 2018-2019        | Harlequins       | Championnat d'Angleterre   | 16     | 25     | 5      |
| 2018-2019        | Harlequins       | Challenge européen         | 5      | 20     | 4      |
| 2018-2019        | Harlequins       | Premiership Rugby Cup      | 3      | 10     | 2      |
| 2019-2020        | Harlequins       | Championnat d'Angleterre   | 19     | 35     | 7      |
| 2019-2020        | Harlequins       | Coupe d'Europe             | 4      | 15     | 3      |
| 2019-2020        | Harlequins       | Premiership Rugby Cup (en) | 5      | 15     | 3      |
| 2020-2021        | Harlequins       | Championnat d'Angleterre   | 22     | 55     | 11     |
| 2020-2021        | Harlequins       | Coupe d'Europe             | 2      | -      | -      |
| 2021-2022        | Harlequins       | Championnat d'Angleterre   | 15     | 40     | 8      |
| 2021-2022        | Harlequins       | Coupe d'Europe             | 6      | 35     | 7      |
| 2022-2023        | Harlequins       | Championnat d'Angleterre   | 12     | 35     | 7      |
| 2022-2023        | Harlequins       | Champions Cup              | 5      | 15     | 3      |
| 2023-2024        | Harlequins       | Championnat d'Angleterre   | 17     | 40     | 8      |
| 2023-2024        | Harlequins       | Champions Cup              | 7      | 10     | 2      |
| 2023-2024        | Harlequins       | Premiership Rugby Cup (en) | 1      | -      | -      |
| 2024-2025        | Harlequins       | Championnat d'Angleterre   | 12     | 15     | 3      |
| 2024-2025        | Harlequins       | Champions Cup              | 5      | 20     | 4      |
| 2024-2025        | Harlequins       | Premiership Rugby Cup (en) | 1      | 5      | 1      |
| Total Harlequins | Total Harlequins | Total Harlequins           | 157    | 390    | 78     |

### En équipe nationale
Alex Dombrandt compte 23 capes en équipe d'Angleterre, dont 10 en tant que titulaire, depuis sa première sélection le 10 juillet 2019 face au Canada. Il inscrit cinq points, un essai.
| Année | Compétition | Matchs | Points | Essais |
| ----- | ----------- | ------ | ------ | ------ |
| 2021  | Test matchs | 4      | -      | -      |
| 2022  | Six Nations | 5      | 5      | 1      |
| 2023  | Six Nations | 5      | -      | -      |
| 2023  | Test matchs | 1      | -      | -      |
| 2024  | Six Nations | 2      | -      | -      |
| 2024  | Test matchs | 3      | -      | -      |
| 2025  | Test matchs | 3      | -      | -      |
| Total | Total       | 23     | 5      | 1      |

| Numéro | Date            | Lieu                | Adversaire     | Compétition                  | Résultat | Score |
| ------ | --------------- | ------------------- | -------------- | ---------------------------- | -------- | ----- |
| 1      | 26 février 2022 | Twickenham, Londres | Pays de Galles | Tournoi des Six Nations 2022 | Victoire | 23-19 |

## Palmarès
- Finaliste de la Coupe d'Angleterre en 2020 (en) avec les Harlequins.
- Vainqueur du Championnat d'Angleterre en 2021 avec les Harlequins